# Donald Woods (acteur)
Cet article concerne l'acteur américain. Pour le journaliste sud-africain, voir Donald Woods.
Donald Woods est un acteur d'origine canadienne, naturalisé américain, de son vrai nom Ralph L. Zink, né à Brandon (Manitoba, Canada) le 2 décembre 1906, mort à Palm Springs (Californie, États-Unis) le 5 mars 1998.

## Biographie
Si l'on excepte un petit rôle non crédité dans un court métrage muet de 1928, Ralph L. Zink débute au cinéma en 1934, sous le pseudonyme de Donald Woods. Il participe à soixante-dix neuf films américains jusqu'en 1969 (le western Cent Dollars pour un shérif, avec John Wayne), avant une ultime prestation, là encore dans un petit rôle non crédité, en 1976.
À la télévision, il collabore à un téléfilm en 1968, et à cinquante-deux séries (dont plusieurs séries-westerns), de 1950 à 1974, avant un dernier rôle en 1984.
Au théâtre, Donald Woods joue à Broadway (New York) dans trois pièces, en 1932, 1940 et 1964.
Pour sa contribution à la télévision, une étoile lui est dédiée sur le Walk of Fame d'Hollywood Boulevard.

## Filmographie partielle

### Au cinéma
- 1934 : Un soir en scène (Sweet Adeline) de Mervyn LeRoy
- 1934 : Fog Over Frisco de William Dieterle
- 1934 : Charlie Chan's Courage d'Eugene Forde et George Hadden : Bob Crawford
- 1935 : Le Marquis de Saint-Évremont (A Tale of Two Cities) de Jack Conway
- 1935 : Bureau des épaves (Stranded) de Frank Borzage
- 1935 : Émeutes (Frisco Kid) de Lloyd Bacon

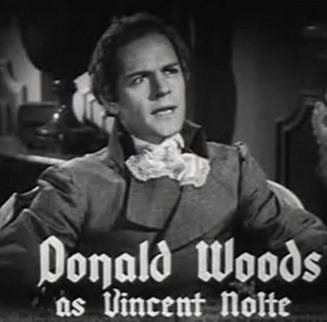
Dans Anthony Adverse (1936)

- 1935 : The Case of the Curious Bride de Michael Curtiz
- 1935 : The Florentine Dagger de Robert Florey
- 1936 : La Vie de Louis Pasteur (The Story of Louis Pasteur) de William Dieterle
- 1936 : Road Gang de Louis King
- 1936 : L'Île de la furie (Isle of Fury) de Frank McDonald
- 1936 : L'Ange blanc (The White Angel) de William Dieterle
- 1936 : Anthony Adverse de Mervyn LeRoy
- 1937 : The Case of the Stuttering Bishop (en) de William Clemens
- 1937 : Les Démons de la mer (Sea Devils) de Benjamin Stoloff
- 1937 : Charlie Chan à Broadway (Charlie Chan on Broadway) d'Eugene Forde : Speed Patten
- 1938 : Romance on the Sun de Gus Meins
- 1940 : Mexican Spitfire Out West de Leslie Goodwins
- 1940 : Petite et Charmante (If I had my Way) de David Butler
- 1942 : Les Folles Héritières (The Gay Sisters) d'Irving Rapper
- 1943 : Corregidor de William Nigh
- 1943 : Quand le jour viendra (Watch on the Rhine) d'Herman Shumlin et Hal Mohr
- 1944 : Hollywood Canteen de Delmer Daves : (caméo ; lui-même)
- 1944 : Enemy of Women d'Alfred Zeisler
- 1944 : The Bridge of San Luis Rey de Rowland V. Lee
- 1945 : Le Joyeux Phénomène (Wonder Man) d'H. Bruce Humberstone
- 1945 : Star in the Night de Don Siegel (court métrage)
- 1945 : Roughly Speaking de Michael Curtiz
- 1946 : Ne dites jamais adieu (Never say Goodbye) de James V. Kern
- 1946 : La Fille et le Garçon (The Time, the Place and the Girl) de David Butler
- 1946 : Nuit et Jour (Night and Day) de Michael Curtiz
- 1949 : La Scène du crime (Scene of the Crime) de Roy Rowland
- 1949 : N'oubliez pas la formule (Free for All) de Charles Barton
- 1950 : Bomba dans le volcan en feu (The Lost Volcano) de Ford Beebe
- 1953 : Le Monstre des temps perdus (The Beast from 20,000 Fathoms) d'Eugène Lourié
- 1953 : Born to the Saddle (en) de William Beaudine
- 1960 : 13 Fantômes (13 Ghosts) de William Castle
- 1964 : Salut, les cousins de Gene Nelson
- 1965 : Choc (Moment to Moment) de Mervyn LeRoy
- 1969 : Cent Dollars pour un shérif (True Grit) d'Henry Hathaway
- 1976 : Vol à la tire (Sweet Revenge) de Jerry Schatzberg

### À la télévision (séries)
- 1960 : La Grande Caravane (Wagon Train), Saison 3, épisode 24 The Christine Elliott Story et épisode 34 The Luke Grant Story de Christian Nyby
- 1961 : Échec et Mat (Checkmate), Saison 1, épisode 24 One for the Book de John English
- 1961 : Laramie, Saison 2, épisode 24 Two for the Gallows
- 1966 et 1967 : Les Mystères de l'Ouest (The Wild Wild West), de Michael Garrison (série TV)
  - La Nuit des Assassins (The Night of the Skulls), Saison 2 épisode 13, de Alan Crosland Jr. (1966) : Senator Stephen Fenlow
  - La Nuit de la Conspiration (The Night of the Assassin), Saison 3 épisode 3, de Alan Crosland Jr. (1967) : Griswold
- 1967 : Bonanza, Saison 8, épisode 27 The Deed and the Dilemma de William F. Claxton
- 1968 : Lassie, Saison 15, épisode 4 The Holocaust, Part II
- 1971 : L'Homme de fer, Saison 5, épisode 3 The Gambling Game de Don Weis

## Théâtre
Pièces jouées à Broadway
- 1932 : Singapore de Robert Keith
- 1940 : Quiet, Please ! de F. Hugh Herbert et Hans Kraly, avec Gordon Jones, Fred Niblo, Jane Wyatt
- 1964 : One by One de (et mise en scène par) Dore Schary